# Escuma d'oli

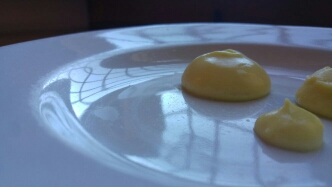
Escuma d'oli amb mètode gras

L'escuma d'oli és una elaboració d'oli texturizat, consistent en una emulsió produïda entre òxid de dinitrogen (N₂O) i oli d'oliva, que dona com a resultat una crema de textura esponjosa i amb certa densitat. La densitat de l'escuma variarà en funció de la proporció de les càrregues de gas i la naturalesa dels aliments introduïts en el sifó. Tenint en compte la densitat de la preparació, aquesta elaboració ha de consumir-se en un temps d'entre uns 5 i 10 minuts des que s'ha emplatat.
L'escuma d'oli i l'aire d'oli són el mateix des d'un punt de vista fisicoquímic. L'aire és, simplement, una escuma menys densa. Això fa que, des d'un punt de vista gastronòmic, es considerin dues elaboracions diferents.

## Mètodes emulsionants

### Mètode emulsionant gras
Procés en el qual intervé un emulsionant afí a l'oli (Glice), format per monoglicèrids i diglicèrids que provenen de glicerines i àcids grassos. Es dilueix, com a mínim a 60 °C, l'emulsionant en el medi gras i, després, s'introdueix la mescla en un sifó i es carrega amb N₂O. Amb aquest mètode no és necessària l'addició de cap medi aquós a causa de la qualitat liposoluble de l'emulsionant.

### Mètode emulsionant aquós
En aquest mètode es dilueix l'emulsionant (agar-agar o gelatina) en un medi aquós calent. Després, es barreja amb l'oli i s'introdueix en un sifó que posteriorment es carregar amb N₂O. Per assegurar la suspensió de l'aire en l'emulsió, la mescla ha de perdre temperatura dins del sifó.